# Maria Novolodskaya
Mariya Novolodskaya –em russo, Мария Новолодская– (Veliki Novgorod, 28 de julho de 1999) é uma desportista russa que compete em ciclismo nas modalidades de pista e rota.
Nos Jogos Europeus de 2019 conseguiu uma medalha de bronze na prova de madison. Em rota obteve uma medalha de prata no Campeonato Europeu de Ciclismo em Estrada de 2019, na contrarrelógio sub-23.

## Medalheiro internacional
| Jogos Europeus | Jogos Europeus        | Jogos Europeus    | Jogos Europeus |
| Ano            | Lugar                 | Medalha           | Competição     |
| -------------- | --------------------- | ----------------- | -------------- |
| 2019           | Minsk ( Bielorrússia) | Medalha de bronze | Madison        |

| Campeonato Europeu | Campeonato Europeu       | Campeonato Europeu | Campeonato Europeu    |
| Ano                | Lugar                    | Medalha            | Competição            |
| ------------------ | ------------------------ | ------------------ | --------------------- |
| 2019               | Alkmaar ( Países Baixos) | Medalha de prata   | Contrarrelógio sub-23 |

## Palmarés
2018
- 3.ª no Campeonato da Rússia Contrarrelógio

2019
- 2.ª no Campeonato Europeu Contrarrelógio sub-23